# Río Cóndor (Riesco)
El río Cóndor es un curso natural de agua emisario de la laguna Vera que fluye en la región de Aysén del general Carlos Ibáñez del Campo con dirección general norte hasta desembocar en el Lago Riesco.

## Historia
Cabe hacer notar que al tiempo en que se escribió el Diccionario Jeográfico de Chile por Luis Risopatrón, en 1924, muchas partes de la zona eran aún desconocidas. El mapa de Risopatrón nombra erradamente al río Cóndor como emisario del lago Caro. El mapa del IGM de 1953 muestra al río Blanco (Oeste) como emisario del lago Caro y al río Cóndor como emisario de la laguna Vera.
La errada descripción de Risopatrón es:
Cóndor (Rio) 45° 40’ 72° 45’. Desagua la laguna Caro, corre hacia el N entre altas sierras selvosas i se vácia en la laguna Riesco, de la hoya del rio Aisen. 120, p. 124; .134; i 156.